# クルディスタン労働者党 (イラク)
クルディスタン労働者党（クルディスタンろうどうしゃとう、クルド語: Parti Zahmatkeshan Kurdistan）は、イラクの政党。

## 概要
1985年にクルディスタン共産党から分派し、後にイラク・クルディスタン戦線に加盟した。初代指導者はカリッド・ザンガナで、現在はカディール・アジスがこの党を率いている。
アレイ・アザディ (自由の旗)という機関紙をスレイマニヤで発行している。刊行物("Pesh Kawtin"や"Nojan")はもとより、テレビやラジオなども独自に設けており、それによってクルディスタンの文化や党のイデオロギーを発信している。クルディスタン愛国同盟に加盟している。同じくイラクで活動するクルディスタン民主党との連携には乏しく、クルディスタン民主党の支持者が多い地区には事務所を設けていない。 
最近クルド人自治区議会で一議席を獲得し、自治政府の閣僚ポストを一つ手に入れた。
クルディスタン労働者党はイラク国会内のクルディスタン同盟連合 ("Hawpeymanî Kurdistan") の一員である。また、スレイマニヤ県知事戦で立てた最初の候補者は有名なクルド人政治家、ジャラル・タラバニだった。